# مادونا ديل ساسو
مادونا ديل ساسو هي بلدية في مقاطعة فيربانو-كوزيو-أوسولا في إيطاليا، ضمن منطقة بييمونتي، تقع على بعد حوالي 100 كيلومتر (62 ميل) شمال شرق تورينو وحوالي 20 كيلومتر (12 ميل) جنوب غرب فيربانيا، إلى الغرب مباشرة من بحيرة أورتا. ويقع مقر البلدية في فرازيوني بوليتو.
تحدها البلديات التالية: أرولا، شيليو كون بريا، تشيزارا، تشيفياسكو، بيلا، بوجنو، سان ماوريتسيو دي أوباجليو، فالدوجيا، فارالو سيزيا.